# Francisco Hurtado de Mendoza y Ribera
Para otros personajes de nombre similar, véase Francisco Mendoza.
Francisco Hurtado de Mendoza y Ribera (Santa Olalla, 8 de noviembre de 1573-Madrid, 22 de octubre de 1634) fue un eclesiástico español.
Hijo de los condes de Orgaz, fue colegial del Mayor de Cuenca, doctorado en derecho canónico en la universidad de Salamanca, canónigo de Toledo, inquisidor en Salamanca, consejero del Tribunal de la Suprema Inquisición en Toledo, obispo de Salamanca, de Pamplona, de Málaga y de Plasencia y gobernador del arzobispado de Toledo en ausencia del cardenal infante Fernando de Austria.
| Predecesor: Diego Ordóñez                          | Obispo de Salamanca 1616-1621 | Sucesor: Antonio Corrionero           |
| Predecesor: Prudencio de Sandoval                  | Obispo de Pamplona 1621-1622  | Sucesor: Cristóbal de Lobera y Torres |
| Predecesor: Luis Fernández de Córdoba Portocarrero | Obispo de Málaga 1622-1627    | Sucesor: Gabriel Trejo Paniagua       |
| Predecesor: Sancho Dávila Toledo                   | Obispo de Plasencia 1627-1630 | Sucesor: Cristóbal de Lobera y Torres |